# Katedra Wniebowzięcia Najświętszej Maryi Panny w St. Pölten
Katedra Wniebowzięcia Najświętszej Maryi Panny w St. Pölten (niem. Dom zu St. Pölten) - główna świątynia diecezji St. Pölten w Austrii. Mieści się przy Domplatz (Placu Katedralnym).
Katedra w St. Pölten z 74-metrową wieżą zwieńczoną charakterystyczną cebulastą kopułą pochodzi z XIII wieku. Jej gładka fasada przeczy zaskakującym bogato zdobionym czerwonym marmurem i złotem barokowym wnętrzem, praca Jakoba Prandtauera wykonana w latach 1722-1730. Kościół zawiera bogactwo sztuki baroku, w tym główny ołtarz wykonany przez Tobiasa Pocka, freski w nawie wykonane przez Thomasa Gedona, organy i liczne obrazy i rzeźby. Jest również kaplica Różańcowa prowadząca na chór.